# Подлесовка (Тывровский район)
Подлесовка (укр. Підлісівка) — село на Украине, находится в Тывровском районе Винницкой области.
Код КОАТУУ — 0524583803. Население по переписи 2001 года составляет 25 человек. Почтовый индекс — 23353. Телефонный код — 4355.
Занимает площадь 0,33 км².

## Адрес местного совета
23353, Винницкая область, Тывровский р-н, с. Малая Вулыга, ул. Щорса, 50